# Gerardo Chendo
Gerardo Hernán Chendo (Buenos Aires, 11 de octubre de 1970) es un actor argentino de cine, teatro y televisión, director, dramaturgo, docente y cantante.

## Biografía
Gerardo Chendo nació  en Buenos Aires, Argentina, el 11 de octubre de 1970.
Desde sus 20 años, se formó con grandes maestros como Carlos Gandolfo, Pompeyo Audivert, Joy Morris, Fernando Piernas, Sotigui Kouyaté (de la compañía de teatro Peter Brook Company), Jean Jacques Lemetre (Director Musical del Théatre du Soleil), Alejandro Catalán, Ciro Zorzoli, Marcelo Katz (clown), Moira Santana (canto), Gabriel Yamil (canto), Jacqueline Sigaut (canto), José Pepo Ogivieki (canto), Margarita Molfino (entrenamiento físico), María Ucedo (entrenamiento físico), Mauricio Kartún (dramaturgia) y Javier Daulte (dramaturgia), entre otros.
Su versatilidad actoral, le permitió destacarse, tanto en drama como en comedia; en cine, teatro y tv; con roles muy disímiles, en todos los géneros. 
Es reconocido, además, como cantante y actor de comedia musical.  Entre 2012 y 2014 lideró la banda Gerardo Chendo & Los Pájaros Tronantes. En 2015 fue el cantante de Acetato Orquesta Típica (Tango). Desde 2018, junto a Mike Amigorena y Andrés Dadamo, forma Jubilandia; el trío recorre el país cantándole a los adultos mayores en geriátricos, hogares de día, centros de jubilados, parques, teatros, etc; ad honorem, con un amplio repertorio de tango, folklore, boleros y hasta canciones patrias.

## Cine
| Año  | Título                      | Personaje                | Notas        | Director              |
| ---- | --------------------------- | ------------------------ | ------------ | --------------------- |
| 2000 | 76 89 03                    | Salvador                 |              | Flavio Nardini        |
| 2000 | Apariencias                 | Muchacho en la discusión | Cameo        | Alberto Lecchi        |
| 2002 | No dejaré que no me quieras |                          |              | José Luis Acosta      |
| 2003 | Divertimento en si          | Amigo                    | Cortometraje | Mauro Altschuler      |
| 2003 | Nadar solo                  | Diego                    |              | Ezequiel Acuña        |
| 2004 | Sola, como en silencio      | Novio de Dolores         |              | Mario Levin           |
| 2005 | Cruzaron el disco           |                          |              | Fernando Criscenti    |
| 2005 | Judíos en el espacio        | Toledo                   |              | Gabriel Lichtmann     |
| 2005 | La suerte está echada       | Alfredo                  |              | Sebastián Borensztein |
| 2021 | Después de las 12           | Fabián                   | Cortometraje | Antonella Quercia     |
| 2022 | Ecos de un crimen           | Marcos                   |              | Cristian Bernard      |
| 2022 | Lunáticos                   |                          |              | Martín Salinas        |

## Televisión
| Año            | Título                        | Personaje                    | Notas                                                     | Canal      |
| -------------- | ----------------------------- | ---------------------------- | --------------------------------------------------------- | ---------- |
| 1996           | Montaña rusa, otra vuelta     |                              | Participación especial                                    | Canal 13   |
| 1996           | Como pan caliente             |                              | Participación especial                                    | Canal 13   |
| 1997           | Naranja y media               |                              | Participación especial                                    | Telefe     |
| 1999           | Chiquititas                   |                              | Participación especial                                    | Telefe     |
| 2000           | Primicias                     | Franco Petrella              | Participación especial                                    | Canal 13   |
| 2000           | Campeones de la vida          | Periodista                   | Participación especial                                    | Canal 13   |
| 2000           | Buenos vecinos                | Fernando                     | Elenco secundario (Temporada 2)                           | Telefe     |
| 2000-2002      | Tiempo final                  | Amigo de Pablo               | Episodio: "La entrega"                                    | Telefe     |
| 2000-2002      | Tiempo final                  | Alejo                        | Episodio: "Aficionados"                                   | Telefe     |
| 2000-2002      | Tiempo final                  | Milton                       | Episodio: "Dinero falso"                                  | Telefe     |
| 2001           | Culpables                     | Hernán                       | Participación especial                                    | Canal 13   |
| 2001           | 22, el loco                   | Ladrón                       | Participación especial                                    | Canal 13   |
| 2003           | Son amores                    | Gustavo Vera                 | Participación especial                                    | Canal 13   |
| 2003           | Los simuladores               | Diego Manzione               | Episodio: "El capítulo final"                             | Telefe     |
| 2004           | La niñera                     | Germán                       | Participación especial                                    | Telefe     |
| 2004-2005      | Floricienta                   | Claudio Paul Bonilla         | Elenco principal (Temporada 1 y 2)                        | Canal 13   |
| 2005           | Un cortado, historias de café |                              |                                                           | Canal 7    |
| 2005           | Amor mío                      |                              | Participación especial                                    | Telefe     |
| 2005           | Conflictos en red             | Daniel                       | Episodio: "Imborrable"                                    | Telefe     |
| 2006           | Alma pirata                   | Francisco "Pancho" Monterrey | Elenco principal                                          | Telefe     |
| 2007-2008 2010 | Casi ángeles                  | Mogli                        | Elenco principal (Temporada 1) Invitado (Temporada 2 y 4) | Telefe     |
| 2008           | Aquí no hay quien viva        | Gabriel Amengual             | Elenco principal                                          | Telefe     |
| 2008-2009      | Don Juan y su bella dama      | Pascual                      | Elenco principal                                          | Telefe     |
| 2009           | Los exitosos Pells            | Dr. Gerardo                  | Participación especial                                    | Telefe     |
| 2009           | Horizontes                    | Conductor                    | Programa de matemáticas                                   | Encuentro  |
| 2010-2011      | Malparida                     | Padre Marcelo                | Elenco principal                                          | Canal 13   |
| 2010           | Yo soy virgen                 | Pablo                        | Episodio: "Un ángel para tu soledad"                      | YouTube    |
| 2011           | Maltratadas                   | Periodista                   | Episodios: "El ídolo del barro (Parte 2)"                 | América TV |
| 2011           | El pueblo del pomelo rosado   | Berto                        | Elenco principal                                          | Incaa TV   |
| 2011           | Combinaciones                 | Pablo                        | Episodio: "BB Alienígena"                                 | YouTube    |
| 2011-2012      | Herederos de una venganza     | Marcos Camino                | Participación especial                                    | Canal 13   |
| 2012           | El hombre de tu vida          | Emanuel Quintana             | Episodio 6 (Temporada 2)                                  | Telefe     |
| 2012           | Amores de historia            | Claudio                      | Episodio: "Claudio y Adrián"                              | Canal 9    |
| 2013           | Historias de corazón          | Santiago                     | Episodio: "Recuerdos del olvido"                          | Telefe     |
| 2013           | Historia clínica              | "Turco"                      | Episodio: "Aníbal Troilo"                                 | Telefe     |
| 2014           | Todo se transforma            | Conductor                    | Programa sobre el medio ambiente                          | Encuentro  |
| 2015           | Entre caníbales               | Julio "Julito" Castro        | Elenco principal                                          | Telefe     |
| 2018           | Bichos raros                  | Gustavo Mancinelli           | Elenco principal                                          | TV Pública |
| 2019           | Otros pecados                 | Leo                          | Episodio: "Rojo"                                          | El Trece   |
| 2021           | Millennials                   | Ramiro                       | Personaje recurrente (Temporada 3)                        | Netflix    |
| 2021           | El Tigre Verón                | Mariano Rinaldi              | Elenco principal (Temporada 2)                            | El Trece   |
| 2021           | Abejas, el arte del engaño    | Alejo Chaves                 | Episodio: "Atrapa sueños"                                 | Flow       |

## Teatro
| Año            | Obra                                | Personaje        | Director                    | Teatro                                       |
| -------------- | ----------------------------------- | ---------------- | --------------------------- | -------------------------------------------- |
| 2001, 2003     | Pitá que se apaga                   | Martín           | Leandro Calderone           | Teatro El Taller y Belisario Club de Cultura |
| 2007           | Casi ángeles                        | Mogli            | Cris Morena                 | Teatro Gran Rex                              |
| 2010-2011      | Vestuario de hombres                | Pechu            | Javier Daulte               | Espacio Callejón                             |
| 2012           | 4D Óptico                           | Robert           | Javier Daulte               | Teatro El Cubo y Teatro Nacional Cervantes   |
| 2013-2014      | Amadeus                             | Venticelli       | Javier Daulte               | Javier Daulte Teatro Metropolitan Sura       |
| 2014           | Papá querido                        | Germinal         | Javier Daulte               | Teatro El Picadero                           |
| 2017-2018 2020 | Lo único que hice fue jugar         | Manuel           | Sebastián Irigo             | Espacio Callejón                             |
| 2017-2018      | Paralelas                           | Fabián           | Pedro Levati                | Microteatro                                  |
| 2018-2020      | Amor de película                    | Julián           | Héctor Díaz                 | Espacio Callejón                             |
| 2019           | Gurú, un bizco para salvar el mundo | Gurú             | Esteban Puenzo              | Espacio Aguirre                              |
| 2021           | El líquido táctil                   | Expósito 2       | Daniel Veronese             | Radioteatro AM 750                           |
| 2022           | Después del atardecer               | Teo              | Franco Verdoia              | Centro Cultural Recoleta                     |
| 2023           | Parque Lezama                       | Menendez Roberts | Juan José Campanella        | Politeama                                    |
| 2024-2025      | Derecho de piso                     | Cesar            | Ian Shifres- Ana Schimelman | Galpón de Guevara                            |

### Otros créditos
| Año        | Obra                                | Rol                                          | Teatro                                |
| ---------- | ----------------------------------- | -------------------------------------------- | ------------------------------------- |
| 2007       | El comeclavos                       | Entrenador actoral                           | Belisario Club de Cultura             |
| 2007-2009  | Suerte                              | Entrenador actoral                           | Belisario Club de Cultura             |
| 2008, 2010 | El ascendente                       | Director                                     | Teatro El Piccolino Teatro del Pueblo |
| 2011-2012  | Fin del mundito                     | Director y dramaturgo                        | Belisario Club de Cultura             |
| 2012       | Huicio Husto ¿Quién mató a Goritti? | Director y autor                             | Teatro El Tinglado Teatro La Clac     |
| 2013-2014  | Afectados                           | Director                                     | Teatro El Tinglado                    |
| 2014       | Cañadón                             | Director                                     | Belisario Club de Cultura             |
| 2015       | Bajar arriba                        | Director y dramaturgo                        | Teatro El Tinglado                    |
| 2023       | Esto no es un telo                  | Codirector con Héctor Díaz (Grupo Hecatombe) | Teatro Border                         |

## Música
- Jubilandia (Música para mayores) - Cantante, junto a Mike Amigorena y Andrés Dadamo.
- Gerardo Chendo: EnCanto - Guitarra y voz - Coordinación gral: Javier Daulte. Dirección musical: Ian Shifres.
- Gerardo Chendo y La Cresta - Voz líder - Beat exquisito
- Acetato Orquesta Típica (Tango) - Cantante
- Gerardo Chendo y los Pájaros Tronantes - Voz líder - Banda de rock[9]

## Premios y nominaciones
| Lista de premios y nominaciones | Lista de premios y nominaciones | Lista de premios y nominaciones   | Lista de premios y nominaciones | Lista de premios y nominaciones | Lista de premios y nominaciones | Lista de premios y nominaciones |
| Año                             | Organización                    | Categoría                         | Trabajo                         | Resultado                       | Ref(s)                          |                                 |
| ------------------------------- | ------------------------------- | --------------------------------- | ------------------------------- | ------------------------------- | ------------------------------- | ------------------------------- |
| 2019                            | Premios ACE                     | Mejor Actor de Teatro Alternativo | Amor de película                | Nominado                        | [ 10 ]                          |                                 |